# Luda (cantante)
Lee Lu-da (en coreano: 이루다; Seúl, 6 de marzo de 1997), conocida artísticamente como Luda, es una cantante y actriz surcoreana. Ella es miembro del grupo femenino surcoreano WJSN.

## Carrera

### 2016-presente: Debut con WJSN, WJMK y trabajos en solitario
Se reveló que Luda era miembro de WJSN y su 'Unidad Natural' el 31 de diciembre de 2015. WJSN debutó el 25 de febrero de 2016, con el lanzamiento de su EP debut Would You Like?, incluidos los sencillos principales "Mo Mo Mo" y "Catch Me".
El 2 de mayo de 2018, Starship Entertainment y Fantagio colaboraron para formar una unidad especial de cuatro miembros llamada WJMK, compuesta por miembros de sus respectivos grupos de chicas WJSN y Weki Meki. El grupo está formado por cuatro miembros: Yoojung, Doyeon, Seola y Luda. Lanzaron el sencillo "Strong" el 1 de junio de 2018, junto con el video musical.
En 2018, fue elegida como miembro del programa de variedades de MBC Dunia: Into a New World. Luda lanzó su primer sencillo en solitario, titulado "Dreamland", como parte de la banda sonora oficial de Dunia: Into a New World.
El 23 de septiembre de 2020, se anunció la formación de la nueva subunidad WJSN Chocome, formada por los miembros Luda, Dayoung, Soobin y Yeoreum. Lanzaron su álbum debut sencillo Hmph!, y su canción principal con el mismo nombre el 7 de octubre de 2020.
El 19 de septiembre de 2022, Starship Entertainment anunció que Luda haría su debut actoral en el drama web My 20th Twenty, que se estrenó el 21 de abril de 2023.
El 3 de marzo de 2023, Starship Entertainment anunció que Luda había decidido no renovar su contrato con el sello, sin embargo, se afirmó que no había abandonado el grupo.
El 19 de abril de 2023, Luda firmó un contrato exclusivo con SidusHQ como actriz.

## Discografía
| Título                                                                                       | Año                           | Posición máxima en los gráficos | Ventas                        | Álbum                              |                               |
| Título                                                                                       | Año                           | COR                             | Ventas                        | Álbum                              |                               |
| Apariciones en bandas sonoras                                                                | Apariciones en bandas sonoras | Apariciones en bandas sonoras   | Apariciones en bandas sonoras | Apariciones en bandas sonoras      | Apariciones en bandas sonoras |
| -------------------------------------------------------------------------------------------- | ----------------------------- | ------------------------------- | ----------------------------- | ---------------------------------- | ----------------------------- |
| "Dreamland"                                                                                  | 2018                          | —                               | —                             | Dunia: Into a New World OST Part 2 |                               |
| "Eyes On You"                                                                                | 2023                          | —                               | —                             | My 20th Twenty OST Part 2          |                               |
| "—" denota lanzamientos que no aparecieron en las listas o que no se lanzaron en esa región. |                               |                                 |                               |                                    |                               |

## Filmografía

### Series de televisión
| Año  | Título           | Papel    | Notas              | Ref.   |
| ---- | ---------------- | -------- | ------------------ | ------ |
| 2022 | Gaus Electronics | Sí misma | Cameo (episodio 6) | [ 21 ] |

### Series web
| Año  | Título             | Papel      | Ref.   |
| ---- | ------------------ | ---------- | ------ |
| 2023 | Rinza Noodle House | Da-na      | [ 22 ] |
| 2023 | My 20th Twenty     | Bae Nou-ri | [ 23 ] |

### Programas de televisión
| Año  | Título                  | Papel               | Ref.          |
| ---- | ----------------------- | ------------------- | ------------- |
| 2018 | Dunia: Into a New World | Miembro del reparto | [ 24 ] [ 25 ] |
| 2018 | Visiting Tutor          | Miembro del reparto | [ 26 ] [ 27 ] |
| 2022 | My House Sangjeon       | Miembro del reparto | [ 28 ]        |

### Apariciones en videos musicales
| Año  | Título de la canción           | Artista | Ref.   |
| ---- | ------------------------------ | ------- | ------ |
| 2024 | "There's still someone I love" | KCM     | [ 29 ] |

## Premios y nominaciones
| Premio                                        | Año  | Categoría                                 | Obra nominada           | Resultado | Ref.   |
| --------------------------------------------- | ---- | ----------------------------------------- | ----------------------- | --------- | ------ |
| Kore Firs Brand Awards                        | 2018 | Estrella femenina de variedades           | Dunia: Into a New World | Nominada  |        |
| 18.ª edición de los premios MBC Entertainment | 2018 | Premio al Novato en la Categoría Variedad | Dunia: Into a New World | Nominada  | [ 30 ] |